# Steico
Die STEICO-Gruppe ist ein deutsches Unternehmen für Bauprodukte aus nachwachsenden Rohstoffen. Sitz der Konzernmuttergesellschaft STEICO SE ist Feldkirchen bei München.

## Geschichte
Die STEICO SE führt ihren Ursprung auf die im Jahr 1986 gegründete „Gesellschaft für Bau- und Industriebedarf Steinmann & Co GmbH“ zurück. Im Jahr 2001 erfolgte der Formwechsel und die Umfirmierung in „STEICO Aktiengesellschaft“. Im Jahr 2012 erfolgte die Umfirmierung in „Steico Societas Europaea“ – STEICO SE. Seit dem Jahr 2007 werden die Aktien des Unternehmens im Freiverkehr gehandelt, wobei die STEICO SE in dem Börsensegment m:access gelistet ist. Im Jahr 2021 erzielte die STEICO-Gruppe einen Umsatz von rund 388 Mio. Euro und beschäftigte rund 2000 Mitarbeiter. Als international tätiges Unternehmen verfügt die Gesellschaft über Tochterunternehmen in Polen, Frankreich und Großbritannien. In Polen und Frankreich befinden sich zudem die Produktionsstätten der STEICO-Gruppe. Von 2016 bis 2018 konnte die STEICO die Energiegewinnung aus Biomasse um 79 Prozent und die Energieeffizienz um 17 Prozent steigern. 2019 wurde der Regelbetrieb in den polnischen Produktionswerken komplett auf Biomasse umgestellt. Am 1. März 2023 wurde die Gruppe Ziel einer Cyberattacke. Am 17. Juli 2023 wurde eine Vereinbarung über den Verkauf von 51 Prozent der Aktien der STEICO SE an die Kingspan Holding GmbH, einer Tochtergesellschaft der irischen Kingspan Group plc, unterzeichnet.

## Produktsortiment und Umsatzverteilung
Die Gruppe entwickelt, produziert und vertreibt ökologische Bauprodukte aus nachwachsenden Rohstoffen. Das Kerngeschäft der STEICO-Gruppe ist die Herstellung und der Vertrieb von Holzfaser-Dämmstoffen, mit denen im Jahr 2020 66,3 % des Umsatzes erzielt wurden. Mit Furnierschichtholz wurden 12,3 %, mit Stegträgern 11,3 % des Umsatzes erzielt.
Zu Produkten zählen im Trockenverfahren hergestellte flexible Holzfaser-Dämmstoffe, im Nassverfahren hergestellte stabile Holzfaser-Dämmplatten, Holzfaser-Dämmplatten für die Fassadendämmung (WDVS) sowie Dämmplatten mit aussteifender Wirkung. Stegträger und Furnierschichtholz bilden die konstruktiven Elemente. Daneben stellt die STEICO-Gruppe Hartfaserplatten her und ist im Holzhandel aktiv. Die Produkte des Münchener Unternehmens finden beim Neubau und bei der Sanierung von Dach, Wand, Decke, Boden und Fassade Verwendung.

## Aktivitäten für Klimaschutz und Ressourcenschonung
Seit dem Jahr 2018 publiziert die STEICO SE jährlich einen Nachhaltigkeitsbericht. Im Jahr 2021 zählte die STEICO SE zu den ersten Preisträgern des Bayerischen Ressourceneffizienzpreises.